# 鄧鼎
鄧鼎（15世紀—1504年），字廷器，别號居易，江西吉安府泰和縣冠朝鄉人，明朝政治人物。

## 生平
鄧鼎幼年讀書，讀到諸葛亮、范仲淹的事蹟，都寫下「願學」字在書上，成長後曾跟隨羅倫遊歷，至成化十九年（1483年）中舉人，次年（1484年）聯捷甲辰科二甲第八名進士，二十一年獲授鄧州知州。他在當地剷除豪強、嚴厲士風、賑饑察獄，全活甚眾，獲當地人感恩；弘治三年（1490年）丁外艱去任，六年（1493年）起任睢州，在任三年，因修學築堤有功陞任南京刑部员外郎，十一年升郎中，因為處理獄事忤逆權歸而告歸。他侍奉父親孝順，事兄如事父，俸祿都分發給族人，有才名而未竟於用，很快去世。

## 家族
曾祖鄧原善。祖父鄧永文。父鄧鵬翀，號澹庵，贈南京刑部郎中；母劉氏，继母郭氏，贈宜人。